# Loganovi parťáci
Loganovi parťáci (v anglickém originále Logan Lucky) je americký komediální film z roku 2017. Režie se ujal Steven Soderbergh a scénáře Rebecca Blunt. Ve snímku hrají hlavní role Channing Tatum, Adam Driver, Riley Keough, Daniel Craig, Seth MacFarlane, Katie Holmes, Hilary Swank, Katherine Waterston a Sebastian Stan. Film sleduje rodinu Loganů, kteří se rozhodnou ukrást 14 milionů dolarů během nejslavnějšího automobilového závodu v Americe.
Film měl premiéru v Knoxville 9. srpna 2017 a do kin byl oficiálně uveden 18. srpna 2017. V České republice měl premiéru 31. srpna 2017. Film získal pozitivní recenze od kritiků, obzvlášť Soderberghova režie a obsazení filmu. Vydělal přes 41 milionů dolarů.

## Obsazení

### Hlavní role
- Channing Tatum jako Jimmy Logan
- Adam Driver jako Clyde Logan
- Daniel Craig jako Joe Bang
- Riley Keough jako Mellie Logan
- Katie Holmes jako Bobbie Jo Chapman
- Farrah Mackenzie jako Sadie Logan
- Katherine Waterston jako Sylvia Harrison
- Dwight Yoakam jako Warden Burns
- Seth MacFarlane jako Max Chilblain
- Sebastian Stan jako Dayton White
- Brian Gleeson jako Sam Bang
- Jack Quaid jako Fish Bang
- Hilary Swank jako Sarah Grayson
- David Denman jako Moody Chapman
- Jim O'Heir jako Cal
- Macon Blair jako Brad Noonan
- LeAnn Rimes
- Jesco White
- Charles Halford jako Earl

### Cameo
Několik řidičů NASCAR se ve filmu objevili v takzvaných cameo rolích. Jeff Godron si zahrál analytika NASCAR pro stanici FOX. Carl Edwards a Kyle Busch si zahráli policisty západní Wirginie. Brad Keselowski a Joey Logano ochranku. Kyle Larson řidiče limuzíny a Ryan Blaney poslíčka.

## Přijetí

### Tržby
Film vydělal k 26. říjnu 2017 27,7 milionů dolarů v Severní Americe a 15,9 milionů dolarů v ostatních oblastech, celkově tak vydělal 43,7 milionů dolarů po celém světě. Rozpočet filmu činil 29 milionů dolarů. V Severní Americe byl oficiálně uveden 18. srpna 2018, společně s filmem Zabiják a bodyguard. Za první víkend docílil třetí nejvyšší návštěvnosti, kdy vydělal 7,6 milionů dolarů. Na první místě se umístil Zabiják a bodyguard a na druhém Annabelle: Zrození zla. Za druhý víkend vydělal 4,4 milionů dolarů.

### Recenze
Film získal pozitivní recenze od kritiků. Na recenzní stránce Rotten Tomatoes získal z 221 započtených recenzí 91 procent s průměrným ratingem 7,5 bodů z deseti. Na serveru Metacritic snímek získal z 51 recenzí 78 bodů ze sta. Na Česko-Slovenské filmové databázi snímek získal 84%. Na stránce CinemaScore získal známku za 2, na škále 1+ až 5.

### Ocenění a nominace
| Ocenění                               | Datum ceremoniálu | Kategorie               | Nominovaný       | Výsledek |
| ------------------------------------- | ----------------- | ----------------------- | ---------------- | -------- |
| Central Ohio Film Critics Association | 4. ledna 2018     | Nejvíce přehlížený film | Loganovi parťáci | nominace |
| Houston Film Critics Society Awards   | 6. ledna 2018     | Nejlepší plakát         | Loganovi parťáci | nominace |
| Phoenix Film Critics Society          | 19. prosince 2017 | Nejvíce přehlížený film | Loganovi parťáci | nominace |